# Пабло Альборан
Пабло Море́но де Альбора́н Ферра́ндіс (ісп. Pablo Moreno de Alborán Ferrándiz; нар. 31 травня 1989, Малага, Іспанія), відомий як Пабло Альбора́н — іспанський музикант, співак і автор пісень.
Альборан випустив п'ять студійних альбомів, два концертні альбоми та разом з іншими музикантами брав участь у різноманітних спільних проєктах. У 2010 він дебютував із синглом «Solamente Tú» («Тільки ти»), який увійшов до першого альбому Pablo Alborán, що з'явився в лютому 2011 року та став найпродаванішим в Іспанії.

## Музична кар'єра
Пабло Альборан із дитинства цікавився різними музичними інструментами — фортепіано, класична гітара, гітара фламенко, акустична гітара, а також навчався співу в професійних артистів у Малазі та Мадриді. У віці 12 років він написав свої перші пісні «Amor de Barrio» і «Desencuentro», які через 10 років увійшли до його дебютного альбому. У Малазі він вперше виступав у ресторані з гуртом фламенко, діставши прізвисько El Blanco Moreno (Білий Морено), бо був дуже блідий, а Морено було прізвищем.
Пізніше Пабло познайомився з продюсером Мануелем Ілланом і записав демо, до якого ввійшов кавер на пісню «Deja de Volverme Loca» Діани Наварро. Послухавши цей запис Наварро виявила неабияку цікавіть до Альборана і стала його музичним наставником.
Альборан написав 40 пісень, із яких обрали ті, що ввійшли до першого альбому Pablo Alborán. Він завантажив кілька композицій на YouTube, які здобули значну популярність і відтоді мають мільйони переглядів.

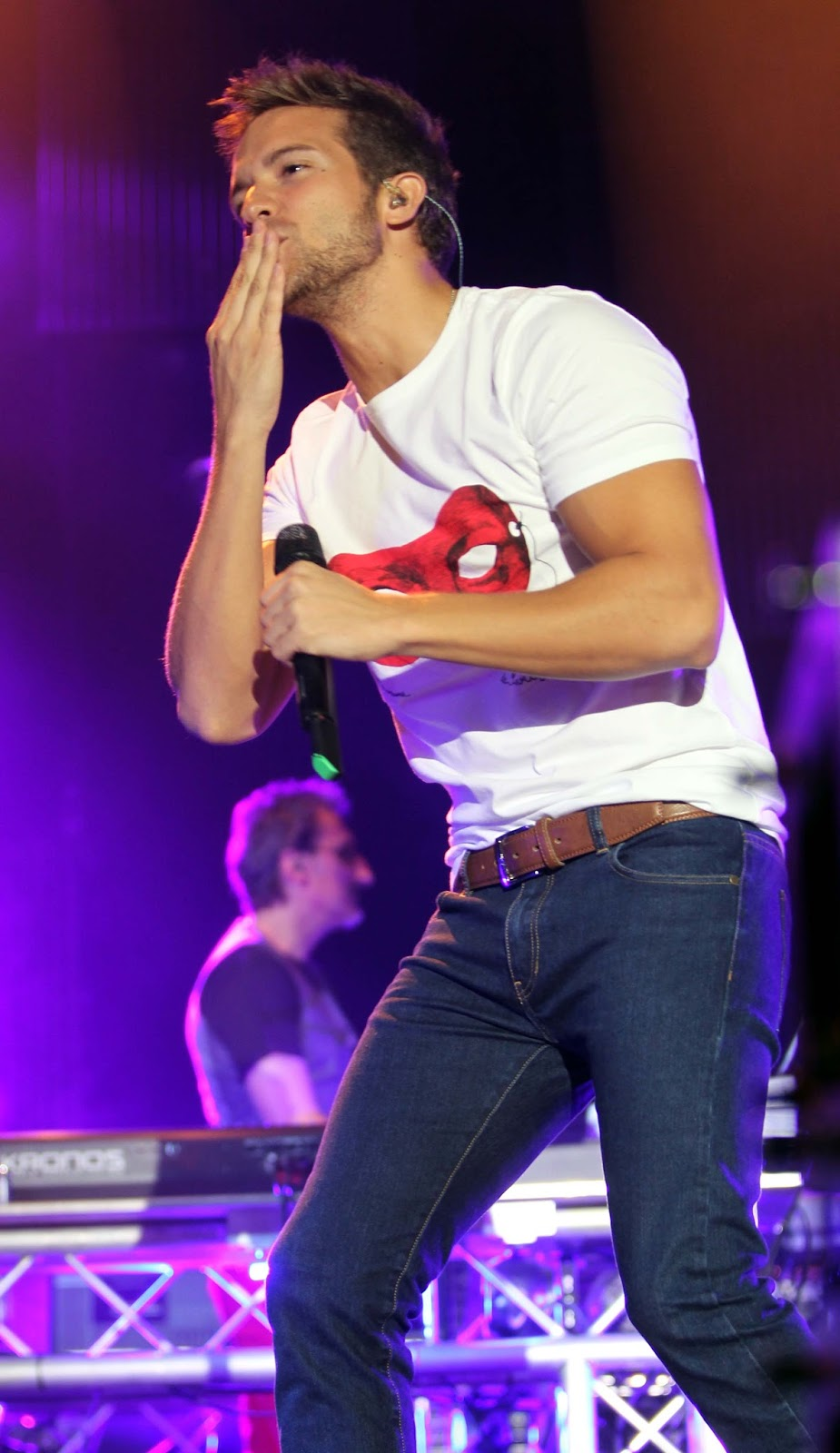
Альборан у 2016.

Перший сингл «Solamente Tú» з'явився в жовтні 2010 року та ввійшов до дебютного альбому Pablo Alborán, виданого в лютому 2011 року. Пісня й цілий альбом мали значний успіх, на кілька тижнів очоливши іспанські музичні чарти.
Альбом отримав кілька нагород, ставши також ліпшим альбомом 2011 року і музичним бестселером в Іспанії у 2011 році.
Перший світовий тур Альборан розпочав 27 травня 2011 року в Мадриді в Palacio Vistalegre, а потім виступав у багатьох країнах Латинської Америки.
Того ж року він випустив свій перший концертний альбом En Acústico, до якого ввійшли акустичні версії більшості пісень із дебютного альбому, а також дві нові та чотири бонусні композиції. Пісня «Perdóname» була перезаписана разом із португальською співачкою Карміньйо як перший сингл альбому, зайнявши 13 листопада 2011 року перше місце в іспанському чарті синглів, завдяки чому En Acústico очолив чарт альбомів Іспанії 20 листопада 2011 року та чарт альбомів Португалії в січні 2012 року.
19 грудня 2011 року Альборан отримав нагороду «Найкраща новинка 2011 року» від Los Premios 40 Principales. Обидва його альбоми Pablo Alborán та En Acústico ввійшли до списку найпродаваніших в Іспанії у 2011 році, зайнявши 1 і 6 позиції відповідно, а сингли «Solamente Tú» і «Perdóname» — 3 і 19 місця найпродаваніших пісень в Іспанії у 2011 році.
У вересні 2012 року Альборан випустив сингл «Tanto» з майбутнього альбому Tanto, який випустив листопаді того ж року. До нього ввійшли сингли «El Beso» і «Quién». Альбом став 10 разів платиновим в Іспанії у 2012 та 2013 роках та був номінований на Latin Grammy Awards.
У листопаді 2014 року Альборан випустив свій третій студійний альбом Terral, який став вісім разів платиновим в Іспанії та найпродаванішим у 2014 році.
У квітні 2016 року вийшла пісня «Se Puede Amar», що стала першим синглом майбутнього четвертого студійного альбому. Протягом 2016 року Альборан гастролював Центральною Америкою. У серпні Альборан перезаписав пісню «Dónde está el Amor» разом із бразильським співаком Тіе, яка стала саундтреком до телесеріалу Haja Coração.
Після дворічної перерви Альборан оголосив у своїх соціальних мережах, що закінчує підготовку четвертого студійного альбому Prometo. 8 вересня 2017 року він випустив два сингли «Saturno» і «No Vaya a Ser». Альбом Prometo вийшов 17 листопада 2017 року та дебютував під номером 1 в Іспанії.

## Особисте життя
Альборан — син іспанського архітектора Сальвадора Морено де Альборана Перальта та Елени Феррандіс Мартінес.
17 червня 2020 року Альборан в акаунті в Instagram заявив, що він гей.

## Дискографія

### Студійні альбоми
- 2011: Pablo Alborán
- 2012: Tanto
- 2014: Terral
- 2017: Prometo

### Концертні альбоми
- 2011: En Acústico
- 2015: Tour Terral: Tres noches en Las Ventas